# Warren Potent
Warren Potent, né le 7 avril 1962 à Parramatta, est un tireur australien. Il est spécialisé dans le tir à la carabine 10 mètres et 50 mètres.

## Palmarès

### Jeux olympiques
- 3e place au 60 balles couché(Pékin, 2008)

### Finales de Coupe du Monde
- 1e place au 60 balles couché (Bangkok, 2008)
- 3e place au 60 balles couché (Bangkok, 2007)
- 3e place au 60 balles couché (Wuxi, 2009)

### Coupes du monde
- Coupe du monde de tir de l'ISSF 2010
  -  1e place à Sydney, au 60 balles couché
- Coupe du monde de tir de l'ISSF 2009
  -  1e place à Milan au 60 balles couché
  -  1e place à Pékin au 60 balles couché
  -  1e place à Changwon au 60 balles couché
- Coupe du monde de tir de l'ISSF 2008
  -  1e place à Pékin au 60 balles couché
  -  3e place à Munich au 60 balles couché
  -  3e place à Rio de Janeiro au 60 balles couché
- Coupe du monde de tir de l'ISSF 2007
  -  1e place à Sydney au 60 balles couché
  -  1e place à Bangkok au 60 balles couché